# Torwood Castle

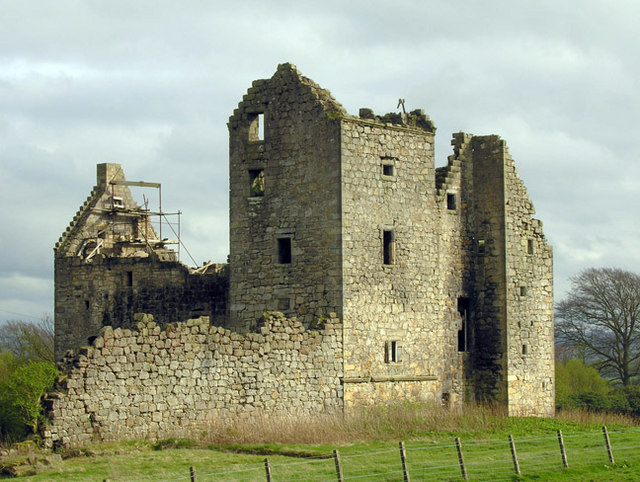
Die Ruine von Torwood Castle

Torwood Castle ist eine Burgruine nahe der schottischen Ortschaft Torwood in der Council Area Falkirk. Es handelt sich um ein Tower House mit L-förmigem Grundriss. 1979 wurde das Bauwerk in die schottischen Denkmallisten in der höchsten Kategorie A aufgenommen. Des Weiteren war die Anlage früher als Scheduled Monument klassifiziert. Die Einstufung wurde jedoch in den 2010er Jahren aufgehoben.

## Geschichte
Im 15. Jahrhundert ernannte König Jakob III. den Clan Forrester zum Bewahrer der königlichen Wälder von Torwood. Wahrscheinlich im Jahre 1566 ließ Alexander Forrester of Garden seinen Sitz Torwood Castle errichten. 1585 nahmen die Earls of Angus und Mar die Burg ein, um ihren Angriff auf Stirling Castle vorzubereiten. Nachdem die Burg im frühen 17. Jahrhundert für kurze Zeit den Baillies zugefallen war, kam sie 1653 in den Besitz der Forresters of Corstorphine. Etwa um diese Zeit wurden mehrere Außengebäude hinzugefügt, die heute jedoch nicht mehr erhalten sind. Wann Torwood Castle aufgegeben wurde, ist nicht überliefert.
Als Gordon Millar aus Glasgow das Bauwerk im Jahre 1957 erwarb, handelte es sich um eine Ruine. Bis zu seinem Tod 1998 war Millar in Eigenregie mit dem Wiederaufbau von Torwood Castle befasst. Die Arbeiten schritten jedoch sehr langsam voran, sodass es sich zum Schluss immer noch um eine Ruine handelte. Millar gelang es jedoch den Verfall aufzuhalten und das Mauerwerk zu stabilisieren. Seit 1998 befindet sich die Ruine in Besitz eines gemeinnützigen Vereins. 1995 erfolgte der Ersteintrag von Torwood Castle in das Register gefährdeter, denkmalgeschützter Bauwerke in Schottland. Sein Zustand wird als ruinös, jedoch bei moderater Gefährdung eingestuft.